# Europe (Band)
Europe ist eine 1979 gegründete schwedische Hard-Rock-Band. Ihren größten Erfolg erzielte die Gruppe 1986 mit dem Lied The Final Countdown sowie dem dazugehörigen Album. Nach der Auflösung 1992 fand sich Europe 2003 wieder zusammen. Europe spielen seither in der gleichen Besetzung, in der sie in den Achtziger Jahren ihre größten Erfolge feierten.

## Geschichte
Die Band Europe wurde nach eigenen Angaben hauptsächlich beeinflusst durch die Musik von Whitesnake, Deep Purple, Rainbow, Led Zeppelin, Thin Lizzy, UFO und Michael Schenker Group.
Europe wurde 1979 gegründet und nannte sich zunächst „Force“. Im Unterschied zu vielen anderen schwedischen Hard’n-Heavy-Gruppen waren die Texte der Band nicht auf Schwedisch, sondern in englischer Sprache verfasst. Bereits von Anbeginn an war Joey Tempest nahezu vollständig für das Songwriting verantwortlich. Anlässlich der Teilnahme an einem Talentwettbewerb benannte sich die Gruppe 1982 in „Europe“ um. Als Gewinner dieses Wettbewerbs erhielt Europe einen Plattenvertrag beim schwedischen Plattenlabel Hot Records. Dieses veröffentlichte 1983 das Debütalbum Europe, das mit Platz 8 in den schwedischen Albumcharts einen Achtungserfolg erzielte. Es folgte eine Tournee durch Skandinavien und nach Japan sowie die Single-Auskopplung Seven Doors Hotel.
Ein Jahr nach Erscheinen des Debütalbums erschien das zweite Album Wings of Tomorrow. Daneben trat die Band repräsentiert durch ihren Sänger Joey Tempest an einem landesweiten Aufklärungsfilm für Schulen namens On the Loose auf. Für den Film schrieb Europe neben dem Titellied den Song Rock the Night, der auf dem dritten Album in einer umarrangierten Version noch einmal enthalten ist. Im Rahmen der Swedish Metal Aid traten die Musiker für karitative Zwecke in Erscheinung. Das Album verhalf Europe zum Durchbruch in Japan. Gründungsmitglied und Schlagzeuger Tony Reno soll dem Erfolg nicht gewachsen gewesen sein und wurde 1984 durch Ian Haugland ersetzt. Im selben Jahr wurde Mic Michaeli als fester Keyboarder Mitglied von Europe.
Ende 1985 unterschrieb die Band einen Vertrag bei Epic Records. Das dritte Album The Final Countdown wurde von Kevin Elson produziert, der bislang mit Bands wie Lynyrd Skynyrd, Journey und Night Ranger gearbeitet hatte. Die Vorabsingle The Final Countdown erschien im Februar 1986, mit ihr gelang Europe der weltweite kommerzielle Durchbruch. Die Single erreichte in 26 Staaten Platz 1 der Hitparade und verkaufte sich binnen der ersten zwei Jahre rund 7,8 Millionen Mal. Das gleichnamige Album folgte im Sommer, wurde ebenso zu einem kommerziellen Erfolg und verkaufte sich weltweit etwa sieben Millionen Mal.
Noch während des ersten Teils der Europatour durch Skandinavien verließ der Gitarrist John Norum die Band. Offiziell wurde erklärt, dass aus seiner Sicht die musikalischen Ansprüche nicht mit einer derartigen kommerziellen Vermarktung übereinstimmten. Später wurde bekannt, dass die Vormachtstellung von Joey Tempest innerhalb der Band Norum zum Weggang bewogen haben soll. Er wurde durch Kee Marcello (von Easy Action) ersetzt. In den Winter- und Frühjahrsmonaten 1987/1988 schrieben Europe das Nachfolgealbum Out of this World, produziert wurde es von Ron Nevison (u. a. Heart, Survivor, UFO). Veröffentlicht 1988, verkaufte sich das Album nur rund zwei Millionen Mal, was angesichts der hohen Erwartungen als Misserfolg angesehen wurde. Zurückgeführt wird dies auf das Fehlen einer Hymne wie The Final Countdown. Die anschließende Europa-Tournee zum Album fand teilweise in halbleeren Hallen statt, und die Singles Superstitious, Let the Good Times Rock und Open Your Heart verkauften sich nur mäßig. Mit Def Leppard gingen Europe auch in den Vereinigten Staaten auf Tour. Höhepunkt war ein Konzert im Fußballstadion von Bombay vor 60.000 Fans.

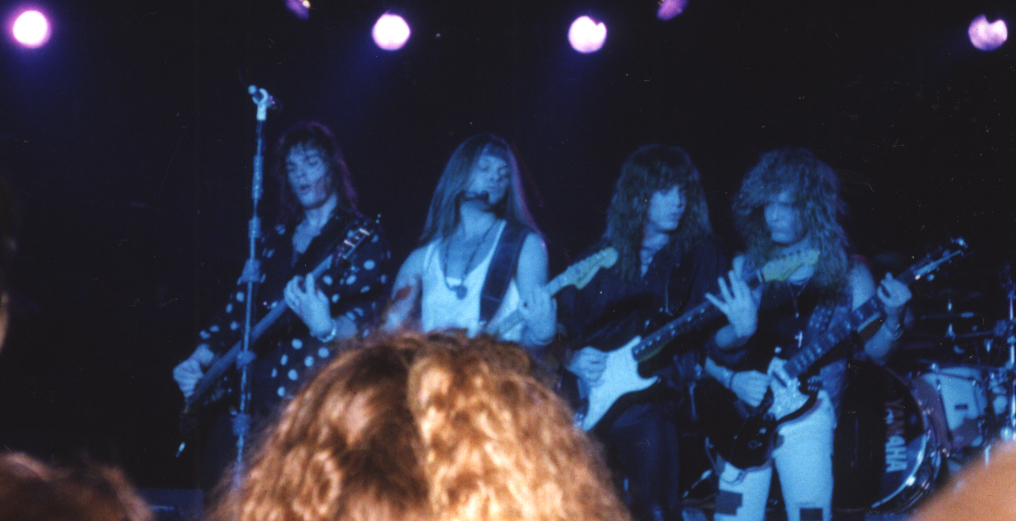
Europe live in Hamburg, 1992

Nach Testkonzerten unter dem Pseudonym „Le Baron Boys“ wurde das nächste Album, von Beau Hill produziert und Prisoners in Paradise benannt, 1991 veröffentlicht. Auch dieses Album floppte, und die zugehörige Tournee war ähnlich schlecht besucht wie die zum Vorgängeralbum. So spielte Europe in Hamburg vor nur 1.500 Fans. Zurückgeführt wird dieser Misserfolg darauf, dass es Europe nicht gelungen war, einen zweiten Super-Hit wie The Final Countdown zu schreiben und auf den Imagewandel, den Europe Mitte bis Ende der 1980er Jahre vollzogen hatte. Vom Image der Hardrocker weg hatte sich die Band zu einer Poprock-Band entwickelt, der Sänger Joey Tempest wurde zu einem Mädchenschwarm stilisiert, über die Band wurde weniger in Musikzeitschriften berichtet als vielmehr in Teenie-Magazinen wie der Bravo. Das führte dazu, dass sich die Hardrock-Basis von Europe abwandte. 1992 löste sich die Band auf.
Die Bandmitglieder widmeten sich in der Folgezeit ihren Solokarrieren. Joey Tempest veröffentlichte 1995 sein erstes Soloalbum, an dem auch John Norum beteiligt war. Ian Haugland gründete die Band Trilogy, Kee Marcello Red Fun. Zudem wirkten John Levén, Ian Haugland und Mic Michaeli an zwei Alben von Glenn Hughes sowie bei Brazen Abbot mit. Überraschend traten Europe zu einem Neujahrskonzert 1999/2000 im Stockholmer Hafen auf und spielten die größten Hits der Band vor Fernsehpublikum. Beide Gitarristen – John Norum und Kee Marcello – standen dabei auf der Bühne. Von The Final Countdown erschien zugleich eine neue Version, die sich erstmals wieder in europäischen Charts platzierte. Weitere drei Jahre später erschien eine Doppel-DVD.
Mit dem Gründungsmitglied John Norum an der Gitarre gaben Europe 2004 die Neugründung bekannt, es folgte das Comeback-Album Start from the Dark. Trotz positiver Kritiken konnte es außerhalb Schwedens keinen Charterfolg verzeichnen. 2006 folgte mit Secret Society das siebte Album und drei Jahre später das achte Album Last Look at Eden, das erstmals seit Prisoners in Paradise auch international den Einstieg in die Albencharts schaffte. Im Zuge des 28. Wiener Donauinselfests trat Europe vor über 80.000 Konzertbesuchern auf. Im April 2012 erschien das neunte Studioalbum Bag of Bones.
Europe waren am 7. Juni beim Sweden Rock Festival 2013 in Sölvesborg Headliner und nutzten den Auftritt, um ihr dreißigjähriges Jubiläum zu feiern. Scott Gorham spielte dabei als Gastmusiker beim Thin-Lizzy-Song Jailbreak mit der Gruppe, während Michael Schenker sie beim UFO-Titel Lights Out unterstützte. Das Konzert wurde am 18. Oktober 2013 unter dem Titel Live at Sweden Rock – 30th Anniversary Show auf Doppel-CD, DVD und Blu-ray Disc veröffentlicht. 2017 trat die Band beim Wacken Open Air auf.

## Diskografie

### Studioalben
| Jahr | Titel                 | Höchstplatzierung, Gesamtwochen, AuszeichnungChartplatzierungen (Jahr, Titel, Platzierungen, Wochen, Auszeichnungen, Anmerkungen) | Höchstplatzierung, Gesamtwochen, AuszeichnungChartplatzierungen (Jahr, Titel, Platzierungen, Wochen, Auszeichnungen, Anmerkungen) | Höchstplatzierung, Gesamtwochen, AuszeichnungChartplatzierungen (Jahr, Titel, Platzierungen, Wochen, Auszeichnungen, Anmerkungen) | Höchstplatzierung, Gesamtwochen, AuszeichnungChartplatzierungen (Jahr, Titel, Platzierungen, Wochen, Auszeichnungen, Anmerkungen) | Höchstplatzierung, Gesamtwochen, AuszeichnungChartplatzierungen (Jahr, Titel, Platzierungen, Wochen, Auszeichnungen, Anmerkungen) | Höchstplatzierung, Gesamtwochen, AuszeichnungChartplatzierungen (Jahr, Titel, Platzierungen, Wochen, Auszeichnungen, Anmerkungen) | Anmerkungen                              |
| Jahr | Titel                 | DE | AT | CH | UK | US | SE | Anmerkungen                              |
| ---- | --------------------- | --- | --- | --- | --- | --- | --- | ---------------------------------------- |
| 1983 | Europe                | — | — | — | — | — | SE8 (8 Wo.)SE | Erstveröffentlichung: 14. März 1983      |
| 1984 | Wings of Tomorrow     | — | — | — | — | — | SE20 (6 Wo.)SE | Erstveröffentlichung: 24. Februar 1984   |
| 1986 | The Final Countdown   | DE6 Gold · (39 Wo.)DE | AT5 (36 Wo.)AT | CH1 Platin · (37 Wo.)CH | UK9 Gold · (37 Wo.)UK | US8 ×3Dreifachplatin · (78 Wo.)US                                                                                                 | SE1 (18 Wo.)SE | Erstveröffentlichung: 26. Mai 1986       |
| 1988 | Out of This World     | DE10 (15 Wo.)DE | AT16 (4 Wo.)AT | CH3 Gold · (14 Wo.)CH | UK12 (5 Wo.)UK | US19 Platin · (25 Wo.)US | SE1 Platin · (12 Wo.)SE | Erstveröffentlichung: 9. August 1988     |
| 1991 | Prisoners in Paradise | DE38 (8 Wo.)DE | AT32 (2 Wo.)AT | CH17 (9 Wo.)CH | UK61 (1 Wo.)UK | — | SE9 Platin · (6 Wo.)SE | Erstveröffentlichung: 23. September 1991 |
| 2004 | Start from the Dark   | — | — | CH91 (1 Wo.)CH | — | — | SE2 (7 Wo.)SE | Erstveröffentlichung: 22. September 2004 |
| 2006 | Secret Society        | — | — | CH93 (1 Wo.)CH | — | — | SE4 (4 Wo.)SE | Erstveröffentlichung: 25. Oktober 2006   |
| 2009 | Last Look at Eden     | DE31 (1 Wo.)DE | — | CH29 (2 Wo.)CH | — | — | SE1 Gold · (22 Wo.)SE | Erstveröffentlichung: 9. September 2009  |
| 2012 | Bag of Bones          | DE26 (1 Wo.)DE | AT30 (2 Wo.)AT | CH18 (4 Wo.)CH | UK56 (1 Wo.)UK | — | SE2 Gold · (17 Wo.)SE | Erstveröffentlichung: 18. April 2012     |
| 2015 | War of Kings          | DE23 (2 Wo.)DE | AT27 (1 Wo.)AT | CH6 (3 Wo.)CH | UK50 (1 Wo.)UK | — | SE2 (5 Wo.)SE | Erstveröffentlichung: 4. März 2015       |
| 2017 | Walk the Earth        | DE40 (1 Wo.)DE | AT28 (1 Wo.)AT | CH20 (3 Wo.)CH | UK69 (1 Wo.)UK | — | SE2 (3 Wo.)SE | Erstveröffentlichung: 20. Oktober 2017   |

### Livealben
| Jahr | Titel                                       | Höchstplatzierung, Gesamtwochen, AuszeichnungChartplatzierungen (Jahr, Titel, Platzierungen, Wochen, Auszeichnungen, Anmerkungen) | Höchstplatzierung, Gesamtwochen, AuszeichnungChartplatzierungen (Jahr, Titel, Platzierungen, Wochen, Auszeichnungen, Anmerkungen) | Höchstplatzierung, Gesamtwochen, AuszeichnungChartplatzierungen (Jahr, Titel, Platzierungen, Wochen, Auszeichnungen, Anmerkungen) | Höchstplatzierung, Gesamtwochen, AuszeichnungChartplatzierungen (Jahr, Titel, Platzierungen, Wochen, Auszeichnungen, Anmerkungen) | Höchstplatzierung, Gesamtwochen, AuszeichnungChartplatzierungen (Jahr, Titel, Platzierungen, Wochen, Auszeichnungen, Anmerkungen) | Höchstplatzierung, Gesamtwochen, AuszeichnungChartplatzierungen (Jahr, Titel, Platzierungen, Wochen, Auszeichnungen, Anmerkungen) | Anmerkungen                             |
| Jahr | Titel                                       | DE | AT | CH | UK | US | SE | Anmerkungen                             |
| ---- | ------------------------------------------- | --- | --- | --- | --- | --- | --- | --------------------------------------- |
| 2008 | Almost Unplugged                            | — | — | — | — | — | SE23 (5 Wo.)SE | Erstveröffentlichung: 17. November 2008 |
| 2011 | Live! At Shepherd’s Bush, London            | DE61 (1 Wo.)DE | — | — | — | — | — | Erstveröffentlichung: 15. Juni 2011     |
| 2013 | Live at Sweden Rock – 30th Anniversary Show | DE66 (1 Wo.)DE | — | — | — | — | SE18 (1 Wo.)SE | Erstveröffentlichung: 16. Oktober 2013  |

Weitere Livealben
- 2004: The Final Countdown Tour 1986
- 2007: Extended Versions
- 2011: Live Look at Eden

### Kompilationen
| Jahr | Titel                             | Höchstplatzierung, Gesamtwochen, AuszeichnungChartplatzierungen (Jahr, Titel, Platzierungen, Wochen, Auszeichnungen, Anmerkungen) | Höchstplatzierung, Gesamtwochen, AuszeichnungChartplatzierungen (Jahr, Titel, Platzierungen, Wochen, Auszeichnungen, Anmerkungen) | Höchstplatzierung, Gesamtwochen, AuszeichnungChartplatzierungen (Jahr, Titel, Platzierungen, Wochen, Auszeichnungen, Anmerkungen) | Höchstplatzierung, Gesamtwochen, AuszeichnungChartplatzierungen (Jahr, Titel, Platzierungen, Wochen, Auszeichnungen, Anmerkungen) | Höchstplatzierung, Gesamtwochen, AuszeichnungChartplatzierungen (Jahr, Titel, Platzierungen, Wochen, Auszeichnungen, Anmerkungen) | Höchstplatzierung, Gesamtwochen, AuszeichnungChartplatzierungen (Jahr, Titel, Platzierungen, Wochen, Auszeichnungen, Anmerkungen) | Anmerkungen                          |
| Jahr | Titel                             | DE | AT | CH | UK | US | SE | Anmerkungen                          |
| ---- | --------------------------------- | --- | --- | --- | --- | --- | --- | ------------------------------------ |
| 1993 | Europe 1982–1992                  | DE82 (7 Wo.)DE | — | — | — | — | — | Erstveröffentlichung: 19. März 1993  |
| 1999 | Greatest Hits 1982–2000           | — | — | — | — | — | SE47 Gold · (2 Wo.)SE | Erstveröffentlichung: August 1999    |
| 2004 | Rock the Night – The Very Best of | — | — | — | — | — | SE2 Gold · (20 Wo.)SE | Erstveröffentlichung: Februar 2004   |
| 2021 | Gold                              | — | — | — | UK58 (1 Wo.)UK | — | — | Erstveröffentlichung: 8. Januar 2021 |

Weitere Kompilationen
- 1998: Super Hits
- 2009: The Final Countdown: The Best of Europe

### EPs
- 1985: On the Loose

### Singles
| Jahr | Titel Album                               | Höchstplatzierung, Gesamtwochen, AuszeichnungChartplatzierungen (Jahr, Titel, Album, Platzierungen, Wochen, Auszeichnungen, Anmerkungen) | Höchstplatzierung, Gesamtwochen, AuszeichnungChartplatzierungen (Jahr, Titel, Album, Platzierungen, Wochen, Auszeichnungen, Anmerkungen) | Höchstplatzierung, Gesamtwochen, AuszeichnungChartplatzierungen (Jahr, Titel, Album, Platzierungen, Wochen, Auszeichnungen, Anmerkungen) | Höchstplatzierung, Gesamtwochen, AuszeichnungChartplatzierungen (Jahr, Titel, Album, Platzierungen, Wochen, Auszeichnungen, Anmerkungen) | Höchstplatzierung, Gesamtwochen, AuszeichnungChartplatzierungen (Jahr, Titel, Album, Platzierungen, Wochen, Auszeichnungen, Anmerkungen) | Höchstplatzierung, Gesamtwochen, AuszeichnungChartplatzierungen (Jahr, Titel, Album, Platzierungen, Wochen, Auszeichnungen, Anmerkungen) | Anmerkungen                              |
| Jahr | Titel Album                               | DE | AT | CH | UK | US | SE | Anmerkungen                              |
| ---- | ----------------------------------------- | --- | --- | --- | --- | --- | --- | ---------------------------------------- |
| 1985 | Rock the Night The Final Countdown        | DE17 (13 Wo.)DE | AT11 (16 Wo.)AT | CH6 (11 Wo.)CH | UK12 (9 Wo.)UK | US30 (13 Wo.)US | SE4 (6 Wo.)SE | Erstveröffentlichung: April 1985         |
| 1986 | The Final Countdown                       | DE1 Gold · (21 Wo.)DE | AT1 (22 Wo.)AT | CH1 (19 Wo.)CH | UK1 Platin · (16 Wo.)UK | US8 (18 Wo.)US | SE1 (8 Wo.)SE | Erstveröffentlichung: 14. Februar 1986   |
| 1986 | Carrie The Final Countdown                | DE22 (11 Wo.)DE | AT15 (12 Wo.)AT | CH10 (6 Wo.)CH | UK22 (8 Wo.)UK | US3 (19 Wo.)US | — | Erstveröffentlichung: August 1986        |
| 1986 | Cherokee The Final Countdown              | — | — | — | — | US72 (10 Wo.)US | — | Erstveröffentlichung: Dezember 1986      |
| 1988 | Superstitious Out of This World           | DE21 (12 Wo.)DE | — | CH9 (10 Wo.)CH | UK34 (5 Wo.)UK | US31 (13 Wo.)US | SE1 (5 Wo.)SE | Erstveröffentlichung: Juli 1988          |
| 1988 | Open Your Heart Out of This World         | — | — | — | UK86 (3 Wo.)UK | — | — | Erstveröffentlichung: Oktober 1988       |
| 1988 | Let the Good Times Rock Out of This World | — | — | — | UK85 (2 Wo.)UK | — | — | Erstveröffentlichung: Dezember 1988      |
| 1991 | Prisoners in Paradise                     | — | — | — | — | — | SE8 (7 Wo.)SE | Erstveröffentlichung: 30. September 1991 |
| 1991 | I’ll Cry For You Prisoners in Paradise    | — | — | — | UK28 (5 Wo.)UK | — | — | Erstveröffentlichung: Dezember 1991      |
| 1992 | Halfway to Heaven Prisoners in Paradise   | — | — | — | UK42 (4 Wo.)UK | — | — | Erstveröffentlichung: Februar 1992       |
| 1999 | The Final Countdown 2000 –                | DE35 (6 Wo.)DE | — | CH33 (6 Wo.)CH | UK36 (4 Wo.)UK | — | SE6 Gold · (10 Wo.)SE | Erstveröffentlichung: Dezember 1999      |
| 2004 | Got to Have Faith Start from the Dark     | — | — | — | — | — | SE21 (6 Wo.)SE | Erstveröffentlichung: September 2004     |
| 2006 | Always the Pretenders Secret Society      | — | — | — | — | — | SE2 (4 Wo.)SE | Erstveröffentlichung: Oktober 2006       |
| 2009 | Last Look at Eden                         | — | — | — | — | — | SE50 (2 Wo.)SE | Erstveröffentlichung: Juni 2009          |
| 2009 | New Love in Town Last Look at Eden        | — | — | — | — | — | SE15 (19 Wo.)SE | Erstveröffentlichung: September 2009     |

Weitere Singles
- 1983: Seven Doors Hotel
- 1984: Lyin’ Eyes
- 1984: Dreamer
- 1984: Open Your Heart
- 1984: Stormwind
- 1986: Love Chaser
- 1989: More than Meets the Eye
- 1989: Tomorrow
- 1993: Sweet Love Child
- 2004: Hero
- 2012: Not Supposed to Sing the Blues
- 2012: Firebox
- 2013: Bring It All Home
- 2015: War of Kings
- 2015: Days of Rock ’n’ Roll
- 2017: Walk the Earth

### Videoalben
- 1986: The Final Countdown Tour 1986
- 1987: The Final Countdown
- 1987: The Final Countdown World Tour
- 1987: Europe in America
- 2004: Rock the Night: Collectors Edition
- 2005: Live from the Dark
- 2006: The Final Countdown Tour 1986: Live in Sweden - 20th Anniversary Edition
- 2009: Almost Unplugged
- 2011: Live! At Shepherd’s Bush, London
- 2013: Live at Sweden Rock: 30th Anniversary Show (SE: Gold)

## Auszeichnungen für Musikverkäufe
| Silberne Schallplatte - Europa (Impala) - 2016: für das Album Bag of Bones - Frankreich - 1987: für die Single Rock the Night 2× Silberne Schallplatte - Europa (Impala) - 2011: für das Album Last Look at Eden Goldene Schallplatte - Australien - 1987: für die Single The Final Countdown - Frankreich - 1989: für das Album Out of This World - 1994: für das Album Europe 1982-1992 - Griechenland - 1987: für das Album The Final Countdown - Italien - 2021: für das Album The Final Countdown - Japan - 2018: für die Single The Final Countdown - Kanada - 1987: für die Single The Final Countdown - 1988: für das Album Out of This World - Niederlande - 1986: für das Album The Final Countdown - Norwegen - 2004: für das Album Rock the Night – The Very Best of - Portugal - 1987: für das Album The Final Countdown - Spanien - 1988: für das Album Out of This World | 2× Goldene Schallplatte - Frankreich - 1988: für das Album The Final Countdown Platin-Schallplatte - Dänemark - 2022: für die Single The Final Countdown - Finnland - 1987: für das Album The Final Countdown - Frankreich - 1986: für die Single The Final Countdown - Italien - 2021: für die Single The Final Countdown - Neuseeland - 1987: für das Album The Final Countdown - Niederlande - 1986: für die Single The Final Countdown - Norwegen - 1987: für das Album The Final Countdown - Portugal - 1987: für die Single The Final Countdown - Spanien - 2008: für die Single The Final Countdown - 2025: für die Single Carrie 2× Platin-Schallplatte - Kanada - 1987: für das Album The Final Countdown - Neuseeland - 2024: für die Single The Final Countdown 4× Platin-Schallplatte - Spanien - 1987: für das Album The Final Countdown |

Anmerkung: Auszeichnungen in Ländern aus den Charttabellen bzw. Chartboxen sind in ebendiesen zu finden.
| Land/RegionAuszeichnungen für Musikverkäufe (Land/Region, Auszeichnungen, Verkäufe, Quellen) | Silber     | Gold       | Platin       | Verkäufe  | Quellen                     |
| -------------------------------------------------------------------------------------------- | ---------- | ---------- | ------------ | --------- | --------------------------- |
| Australien (ARIA)                                                                            | —          | Gold1      | —            | 35.000    | Einzelnachweise             |
| Dänemark (IFPI)                                                                              | —          | —          | Platin1      | 90.000    | ifpi.dk                     |
| Deutschland (BVMI)                                                                           | —          | 2× Gold2   | —            | 500.000   | musikindustrie.de           |
| Europa (Impala)                                                                              | 3× Silber3 | —          | —            | (60.000)  | Einzelnachweise             |
| Finnland (IFPI)                                                                              | —          | —          | Platin1      | 71.707    | ifpi.fi                     |
| Frankreich (SNEP)                                                                            | Silber1    | 4× Gold4   | Platin1      | 1.650.000 | infodisc.fr                 |
| Griechenland (IFPI)                                                                          | —          | Gold1      | —            | 50.000    | worldradiohistory.com       |
| Italien (FIMI)                                                                               | —          | Gold1      | Platin1      | 95.000    | fimi.it                     |
| Japan (RIAJ)                                                                                 | —          | Gold1      | —            | 100.000   | riaj.or.jp                  |
| Kanada (MC)                                                                                  | —          | 2× Gold2   | 2× Platin2   | 300.000   | musiccanada.com             |
| Neuseeland (RMNZ)                                                                            | —          | —          | 3× Platin3   | 80.000    | radioscope.co.nz            |
| Niederlande (NVPI)                                                                           | —          | Gold1      | Platin1      | 150.000   | nvpi.nl                     |
| Norwegen (IFPI)                                                                              | —          | Gold1      | Platin1      | 70.000    | ifpi.no                     |
| Portugal (AFP)                                                                               | —          | Gold1      | Platin1      | 80.000    | worldradiohistory.com       |
| Schweden (IFPI)                                                                              | —          | 6× Gold6   | 2× Platin2   | 330.000   | sverigetopplistan.se        |
| Schweiz (IFPI)                                                                               | —          | Gold1      | —            | 25.000    | hitparade.ch                |
| Spanien (Promusicae)                                                                         | —          | Gold1      | 6× Platin6   | 530.000   | elportaldemusica.es ES2 ES3 |
| Vereinigte Staaten (RIAA)                                                                    | —          | —          | 4× Platin4   | 4.000.000 | riaa.com                    |
| Vereinigtes Königreich (BPI)                                                                 | —          | Gold1      | Platin1      | 700.000   | bpi.co.uk                   |
| Insgesamt                                                                                    | 4× Silber4 | 24× Gold24 | 24× Platin24 |           |                             |